# Partido Tradicionalista de los Trabajadores
El Partido Tradicionalista de los Trabajadores (TWP, Traditionalist Worker Party, por sus siglas en inglés) fue un partido político neonazi de extrema derecha activo en los Estados Unidos de 2013 a 2018, afiliado al llamado movimiento  de "derecha alternativa" que se volvió activo en los Estados Unidos durante la década de 2010. Fue considerado un grupo de odio por el Southern Poverty Law Center . 
Fundado por Matthew Heimbach, bajo el nombre de Red de Jóvenes Tradicionalistas (TYN, por sus siglas en inglés), el grupo promovió el separatismo blanco y una visión supremacista del cristianismo. Como miembro del polémico Frente Nacionalista, el TWP llevó a cabo una serie de protestas y otros eventos locales. En 2015, el Partido Tradicionalista de los Trabajadores se transformó en un partido político para participar en las elecciones para cargos locales.
En abril de 2018, The Washington Post informó que el TWP se había disuelto el mes anterior después del arresto por agresión del líder del grupo, Matthew Heimbach. En julio de 2021, Heimbach anunció su intención de reformar el partido, ahora dirigido al nacionalbolchevismo .

## Historia

### Red de Jóvenes Tradicionalistas

Bandera de la Red de Jóvenes Tradicionalistas

La Red de Jóvenes Tradicionalistas (RJT) fue establecida en 2013, por Matthew Heimbach y Matt Parrott. Heimbach ha sido un activista supremacista desde el otoño de 2011, cuando formó un grupo en la Universidad de Towson en Maryland e invitó al activista Jared Taylor a hablar en el campus de Towson. Al año siguiente, Heimbach fundó una " Unión de Estudiantes Blancos " en el campus, adoptando puntos de vista racistas y antisemitas. En la primavera de 2013, después de graduarse, Heimbach estableció la Red de Jóvenes Tradicionalistas en asociación con Parrot, quien fundó un grupo supremacista blanco, Hoosier Nation, en Indiana alrededor de 2009. El grupo finalmente se convirtió en un capítulo de Partido Estadounidense Tercera Posición (más tarde conocido como American Freedom Party ).

### Partido Tradicionalista de los Trabajadores
El Southern Poverty Law Center (SPLC), organización que da seguimiento a grupos extremistas, designó al Partido Tradicionalista de los Trabajadores (PTT) como un grupo de odio y ha escrito sobre Heimbach: "Considerado por muchos como el rostro de una nueva generación de nacionalistas blancos... Desde que se graduó en la primavera de 2013, se ha afianzado aún más en el movimiento nacionalista blanco y se ha convertido en un orador habitual en el circuito de conferencias de la derecha radical".
Durante enero de 2015, el RJT estableció el Partido Tradicionalista de los Trabajadores (PTT) como su rama política en preparación para las elecciones de 2016, y un pequeño grupo de candidatos de extrema derecha anunció planes para postularse con el PTT. El partido afirma que se opone a la "explotación económica, la tiranía federal y la degeneración anticristiana". La estrategia del grupo difiere de la del American Freedom Party (AFP), un grupo marginal diferente: mientras que la AFP "tiene candidatos presidenciales de larga duración sin esperanza de éxito" para "explotar el ciclo electoral como una forma de recaudar dinero y generar publicidad para sus posiciones racistas, TWP en realidad espera ganar al postularse para oficinas locales en comunidades pequeñas".
Un elemento que separó al PTT de otras organizaciones de extrema derecha fue su posición abiertamente anticapitalista que "denuncian los intereses corporativos y la degradación ambiental, respaldan los sindicatos de trabajadores y (apoyan) la nacionalización de industrias clave". Heimbach y otros líderes del PTT apoyaron públicamente a organizaciones como la Nación del Islam, Hezbolá y los gobiernos de Bashar al-Assad, Corea del Norte, la Federación Rusa y China, afirmando que "Nuestra política es, si estás un grupo que se dedica a una revolución política a través de medios pacíficos, legales y honorables, entonces usted es alguien con quien podemos trabajar... Quieren independencia para sus comunidades; quieren autodeterminación. (Eso es algo) que todos los nacionalistas pueden mantener". El PTT respaldó la creación de una  "Internacional Tradicionalista" para que las organizaciones nacionalistas, bajo el liderazgo ruso, pudieran trabajar para promover sus creencias extrema derecha, separatistas, homofóbas y antisemitas en la política mundial.
El PTT centró su atención en desarrollar capítulos en áreas empobrecidas a través de eventos benéficos, siguiendo el modelo del partido fascista griego Amanecer Dorado, y lanzando un mensaje de que "estas son personas que no se preocupan por el establishment" y trabajando para proporcionar una voz política para ellos.

### Frente Nacionalista
El 22 de abril de 2016, el PTT formó una coalición con varias otras organizaciones denominada Alianza Nacionalista Aria. La Alianza Nacionalista Aria más tarde cambió su nombre a Frente Nacionalista. Su objetivo era unir a los grupos supremacistas blancos, neoconfederados y nacionalistas blancos bajo un mismo paraguas. A la coalición se unieron el Movimiento nacionalsocialista (NSM), la reformada Liga del Sur, Vanguard America, así como varios grupos más.
En abril de 2017, el grupo organizó la manifestación de supremacistas blancos en Pikeville, Kentucky, que atrajo entre 125 a 150 simpatizantes. En agosto de 2017, los grupos afiliados participaron en la manifestación Unite the Right en Charlottesville, Virginia . En octubre de 2017, el Frente Nacionalista fue un organizador clave de la manifestación "Las vidas de los blancos importan" en Shelbyville y Murfreesboro, Tennessee . Los grupos participantes incluyeron: NSM, TWP, Liga del Sur, Vanguard America, The Right Stuff y Acción Anticommunista .

### Conflictos internos y disolución
El 23 de marzo de 2018, es arrestado Heimbach en Paoli, Indiana, con cargos relacionados con violencia doméstica, debido a una pelea doméstica. Después del arresto, Parrott dio de baja el sitio web del PTT y diciendo que planeaba borrar la lista de miembros, citando razones de privacidad. De acuerdo con Parrott, PTT no iba a continuar más, mencionando que este incidente destruyo la credibilidad del grupo. Días después, sin embargo, Parrott presentó una declaración jurada ante el tribunal (en una demanda civil federal en curso sobre la manifestación Unite the Right en 2017), afirmando que no había borrado ni destruido la información de membresía, declarando que era reelevate para el litigio en curso.
El 5 de abril de 2018, el colectivo independiente Unicorn Riot liberó cientos de miles de mensajes en el servidor Discord del PTT y otros asociados como "Silver Guild" y "Not Tradworker" como parte de una serie sobre organizaciones de extrema derecha y neonazis. Los mensajes en el servidor Discord de TWP revelaron que el grupo promovió y elogió a Dylann Roof, el perpetrador de la masacre de la iglesia de Charleston en la Iglesia Episcopal Metodista Africana Emanuel en Charleston, Carolina del Sur así como James Alex Fields, el hombre detrás del ataque automovilístico de Charlottesville durante la violenta manifestación de Unite the Right en Charlottesville, Virginia. El grupo también elogió a Jacob Scott Goodwin, un miembro del grupo que estuvo involucrado en la golpiza a DeAndre Harris en el estacionamiento durante ese mitin. Además, hubo un conflicto dentro del PTT sobre uno de sus miembros, Colton Williams, en desacuerdo con otro miembro que tenía un cónyuge no blanco. Estas conversaciones también incluyeron los vínculos del grupo con la Atomwaffen Division, una violenta red terrorista neonazi vinculada a 5 asesinatos como el la muerte de Blaze Bernstein de los cuales Mark "Illegal Aryan" Daniel Reardon y Vasilios "VasilisttheGreek" Pistolis eran miembros de ambas organizaciones. A pesar de que su grupo también estuvo involucrado en incidentes violentos, Heimbach expresó su preocupación por el nivel de extremismo e influencia de Atomwaffen y finalmente lo denunció.

## Ideología
Heimbach y su grupo abogaban por el separatismo blanco, adhiriendo el grupo hacia el nacionalismo blanco y el supremacismo ideology. Heimbach and Parrott se autodenominan "etnonacionalistas declarados", tratando de crear un etnoestado blanco. Específicamente, el grupo promovía interpretación supremacista blanca del cristianismo, reclutando miembros a la batalla, la cual llaman la "degeneración anti-cristiana". El grupo abogó por la la ilegalizaciónaborto, las restricciones a la inmigración y la realización de lo que Heimbach llama "proyectos secesionistas pacíficos". En los informes de los medios, se ha llamado a Heimbach una "personalidad de la alt-right".

Bandera alternativa usada por el Partido Tradicionalista de los Trabajadores

El SPLC describe la ideología del grupo como "virulentamente racista y antisemita". Tanto el SPLC como la Liga Antidifamación señalan que el grupo sigue el modelo del Movimiento identitario europeo. El PTT se proclama a sí mismo como "contra el modernismo, individualismo, globalismo y marxismo". El grupo se identifica a sí mismo como una organización anticapitalista y conecta esta posición con su defensa del nacionalismo afirmando "Para nosotros, ser anticapitalista es ser nacionalista. Nacionalismo es un baluarte contra la explotación capitalista y el globalismo".
El Partido Tradicionalista de los Trabajadores rechazó sociedades multirraciales y el concepto de nacionalismo cívico, en cambio, creía que "La comunidad étnica es la definición de una verdadera nación. La sangre, la historia y las tradiciones compartidas son lo que haz un pueblo y únenos como una gran familia" El rechazo del multiculturalismo como política organizacional es una continuación de las creencias virulentas separatista blanco del grupo.
En 2016, Heimbach elogió el voto británico para abandonar la Unión Europea como "la mayor victoria nacionalista europea desde 1933", haciendo referencia a año del ascenso nazi al poder  en Alemania. En 2016, el TWP y Barnes Review, una publicación de negacionista del Holocausto, anunciaron una asociación para promocionarse mutuamente.

## Organización y actividades

Bandera alternativa usada también por el Partido Tradicionalista de los Trabajadores

El único capítulo universitario activo de la Red de Jóvenes Tradicionalistas (RJT) está en la Universidad de Indiana Bloomington; este grupo está dirigido por un activista supremacista blanco, Thomas Buhls, que ha estado afiliado al Partido de los Caballeros con sede en Harrison, Arkansas, un grupo del Ku Klux Klan. En diciembre de 2016, el fundador del grupo, Matthew Heimbach, afirmó que tenía unas tres docenas de capítulos activos y 500 miembros en todo Estados Unidos; los analistas del Southern Poverty Law Center y la Liga Antidifamación afirman que es probable que estas cifras sean exageradas.
El informe anual de SPLC de 2017 identifica que el RJT tiene capítulos en Paoli y Bloomington; Benson, Carolina del Norte, y Wisconsin, y el Partido de Trabajador Tradicionalista afiliado como teniendo capítulos en Paoli y Columbus, Indiana; acramento, California; Louisville, Madisonville y Murray, Kentucky; Kansas; Filadelfia; Dallas; y Virginia.
En agosto de 2013, el grupo protestó contra una librería de izquierda en Bloomington, Indiana; en octubre de 2013, el grupo realizó mítines en protesta por los discursos del educador antirracista Tim Wise en el campus. En septiembre del mismo año, En septiembre de 2013, el grupo, como Red de Jóvenes Tradicionalistas, llevó a cabo un evento en Corunna, Míchigan, en apoyo del gobierno de Presidente sirio Bashar al-Assad. El grupo planeó inicialmente una "barbacoa del Corán" que presentaría la quema de copias del Corán y fotografías de Mahoma, para mostrar a "inmigrantes islámicos y ciudadanos por igual que no son bienvenidos aquí en Michigan"; sin embargo, esto se cambió a una protesta a favor de Assad después de que el gobierno de los EE. UU. anunciara sus planes para apoyar al rebeldes sirios. Heimbach le dijo a MLive que sí no se arrepiente del plan original del grupo, y que el grupo apoyó al Islam "cuando está en su propia casa en el Medio Oriente".
En 2014, el grupo presentó un amicus curiae en un tribunal federal en Míchigan en el caso de DeBoer v. Snyder. En su informe, el grupo adoptó una postura en contra del matrimonio entre personas del mismo sexo, que Parrott describió como parte de "la campaña de ingeniería social de los izquierdistas [sic] para destruir hasta el último vestigio de la civilización occidental". Más tarde, ese mismo año, el grupo presentó un segundo escrito amicus curiae en un caso en Maryland que impugnaba una ley que prohíbe las armas de asalto; en una presentación de cuatro páginas, TYN declaró que se oponía al "enemigo de la libertad, el Distorsionador de Cultura, en su mira y deseos de derribar la legislación inconstitucional que desarma a nuestro pueblo". En julio de 2015, el grupo solicitó la presentación de cargos por delitos de odio en relación con la golpiza a un hombre blanco en Fountain Square, Cincinnati. El fiscal local, Condado de Hamilton, Ohio, el Fiscal Joe Deters, declaró que no había evidencia de intimidación étnica en el crimen.
En marzo de 2016 Donald Trump manifestación en el Kentucky International Convention Center en Louisville. Heimbach fue filmado empujando a una mujer negra que protestaba contra Trump. Heimbach y otros dos hombres fueron acusados inicialmente de un delito menor de acoso con contacto físico y recibieron una citación penal en abril de 2017.
Heimbach y otros dos hombres fueron acusados inicialmente de un delito menor de acoso con contacto físico y recibieron una citación penal en abril de 2017. El cargo se modificó más tarde a segundo grado conducta desordenada; en junio de 2017, Heimbach presentó una Alford, una forma de declaración de culpabilidad. fue sentenciado a 90 días de cárcel; la sentencia de cárcel fue suspendida con la condición de que Heimbach no cometiera otro delito dentro de dos años.
En 2018, después de que Heimbach fuera acusado de un delito menor de agresión y un delito grave de agresión doméstica en Indiana en un caso separado, se revocó la libertad condicional de Heimbach en el caso de Kentucky y lo enviaron a la cárcel por 38 días. En un caso civil separado, Heimbach está siendo demandado en un tribunal federal por asalto y agresión por parte de la mujer a la que abordó en el mitin de marzo de 2016, Kashiya Nwanguma, y dos de sus compañeros manifestantes, Henry Brousseau y Molly Shah, quienes alegan que también fueron víctimas de la violencia en la manifestación. También se nombran como acusados a Alvin Bamberger (acusado de asalto y agresión) y Donald Trump y la campaña de Trump (acusados de incitación a disturbios, negligencia y responsabilidad indirecta).
En el caso, Heimbach, quien se representa a sí mismo, dijo que "confió en la autoridad de Trump" para expulsar a la mujer del mitin, citando la orden de Trump de "sacarlos de aquí" y prometer "pagar por los servicios legales". honorarios" de los partidarios que expulsaron a los disidentes de los mítines. En esta base, Heimbach ha presentado documentos judiciales en busca de indemnización de Trump. En noviembre de 2017, el grupo creó una plataforma de financiamiento colectivo en línea llamada "GoyFundMe" para racistas, supremacistas blancos y otros extremistas con el objetivo de promover sus causas. El nombre es un juego sobre el nombre de la plataforma de financiación colectiva GoFundMe, fundada en 2010, y la palabra goy. Twitter suspendió la cuenta de Matt Heimbach el 3 de enero de 2017. La cuenta del grupo en sí fue suspendida de Twitter el 18 de diciembre de 2017.

## Otras lecturas
- Richard Fausset, "Una voz de odio en el corazón de Estados Unidos", New York Times (en inglés), 25 de noviembre de 2017.